# Gaston II. (Foix)

Wappen von Foix-Béarn

Gaston II. (* 1308; † 26. September 1343), genannt der Tapfere (le Preux), war von 1315 bis zu seinem Tod Graf von Foix, Vizegraf von Béarn (als Gaston IX.) und Marsan sowie Co-Herr von Andorra. Er war der älteste Sohn seines Vorgängers Graf Gaston I. und dessen Ehefrau Jeanne d’Artois.
Da Gaston II. beim Tod seines Vaters erst sieben Jahre alt war übernahmen seine Mutter und Großmutter die Regentschaft für ihn, welche unter den zwei Frauen nicht ohne Reibereien verlief. 1329 übernahm Gaston schließlich selbst die Regierung und verlegte den Sitz des Grafenhauses von seiner alten Stammburg Foix in das gascognische Orthez.
Zeit seines Lebens war Gaston in Konflikte mit den Grafen von Armagnac verwickelt welche Ansprüche auf das Béarn geltend machten, doch Gaston genoss dabei die Gunst König Philipp VI. von Frankreich. Der Streit konnte 1329 nach päpstlicher Vermittlung durch Bertrandus de Deocio vorläufig beigelegt werden. Danach geriet Gaston in einen Machtkampf mit seiner Mutter Jeanne d’Artois, welche schon in der Regierungszeit seines Vaters für Unruhe gesorgt hatte. Gaston entschied den Kampf für sich, indem er 1331 mit königlicher Billigung seine Mutter in der Burg von Foix gefangen setzte. Erst 1347 ließ er sie nach Vermittlung seines Bruders Robert wieder frei.
Obwohl Gaston als Vizegraf von Béarn und Marsan ein Vasall des englischen Königs Eduard III. war ergriff er beim Ausbruch des Hundertjährigen Krieges Partei für den französischen König und unterstützte diesen bei der Besetzung der Guyenne, wo er 1339 die Burg von Tartas einnahm. Für seine Dienste wurde Gaston mit dem einträglichen Amt eines königlichen Lieutenant-Général des Languedoc und der Gascogne bedacht. Die Grafschaft Foix wurde der Sénéchaussée von Toulouse unterstellt und Gaston wurde zudem mit der Vizegrafschaft Lautrec belehnt. Weiterhin unterstützte er seinen Vetter König Jakob III. von Mallorca gegen die Expansionsbestrebungen König Peters IV. von Aragon.
Danach beteiligte er sich an der Seite König Alfons XI. von Kastilien in dessen Kampf gegen die Mauren, wo er vor Algeciras am 26. September 1343 verstarb. Sein Leichnam wurde in die Abtei von Boulbonne überführt wo bereits seine Vorfahren ruhten.

## Ehe und Nachkommen
Graf Gaston II. war seit 1327 verheiratet mit Aliénor, einer Tochter von Bernard VII., Graf von Comminges. Einziges Kind des Paares war:
- Gaston III. Fébus (* 1331; † 1391), Nachfolger als Graf von Foix, Vizegraf von Béarn und Marsan, sowie Co-Herr von Andorra

Darüber hinaus sind von Gaston II. vier illegitime Kinder bekannt:
- Arnaud Guillaume (X 1391), ⚭ Jeanne de Morlanes
- Bearnese (Marqueze) († vor 1412), ⚭ Raymond Roger II. de Castelnau-Tursan
- Pierre, ⚭ Florencia de Aragón, Enkeltochter König Alfons IV. von Aragon
- Marguerite, ⚭ Jean de Châteauverdun, Herr von Caumont